# Poqomchi's
Els poqomchi's són un poble maia que parla el poqomchi', una de les llengües maies que es parlen a Guatemala. Estan estretament relacionats amb els poqomams. Habiten al departament de Baja Verapaz al municipi de Purulhá, al departament d'Alta Verapaz als municipis de Santa Cruz Verapaz, San Cristóbal Verapaz, Tactic, Tamahú i Tucurú, i a Chicamán a El Quiché.

## Ubicació
Actualment els descendents poqomchi's es troben en les localitats de San Cristóbal Verapaz, Santa Cruz Verapaz, Tactic, i part de Tucurú, Tamahú a Alta Verapaz. Hi ha poqomchi's en Purulhá, Baja Verapaz i part de Uspantán en el departament de El Quiché. En l'actualitat hi ha prop de 114.423 parlants.

## Història
Durant el període post-clàssic, el poble poqom va desenvolupar diversos centres cerimonials urbanitzats, com Mogote Choloxcoc, Panprisión, Chuitinamit o Tzaq Poqoma, i Kajyup que es troba prop de Rabinal. Els centres dels poqomchi's, es van trobar als pobles que en l'actualitat es coneixen com a Tactic, Tucurú, Tamahú. En canvi el centre dels poqomams es troba a Chinautla. Chuitinamit, es troba prop de Rabinal; es creu era el lloc original de San Cristóbal Verapaz.

### Descendència
Els poqomchi's i poqomams i són descendents d'un mateix arbre: el nim poqom o poqom maia. Aquest últim va tenir un centre principal anomenat Tzaq Chuitinamit Poqoma. La presència violenta dels quitxé ara es coneix com a achís, va ser la principal causa de la dispersió dels maia poqom i la divisió en dos pobles iguals, però diferents: els "poqomchi'" i "poqomam".